# Eléonora Molinaro
Eléonora Molinaro (født 4. september 2000 i Luxembourg) er en professionel tennisspiller fra Luxembourg. Hun spiller på ITF Women's Circuit, hvor hun har vundet to titler i single.

## Historie
Molinaro begyndte at spille tennis som 7-årig. Hun fik debut på ITF Junior Circuit i februar 2014, hvor hun spillede én kamp ved en turnering i Oberentfelden i Schweiz. 5. juli året efter nåede hun frem til sin første finale, der dog blev tabt. Ugen efter spillede hun sig igen frem til en finale, hvor hun vandt sin første titel.
27. august 2018 blev hun placeret som nummer 392 på WTA’s verdensrangliste, hendes højeste til dato.

## ITF finaler
På ITF Women's Circuit har Eléonora Molinaro spillet sig frem til fire finaler, hvor hun har vundet to.
| Dato       | Turnering            | Kategori | Underlag | Modstander        | Score               |
| ---------- | -------------------- | -------- | -------- | ----------------- | ------------------- |
| Jan 2018   | ITF Antalya, Turkey  | $15.000  | Grus     | Vlada Koval       | 6–3, 6–1            |
| Feb 2018   | ITF Grenoble, France | $25.000  | Hard (i) | Fiona Ferro       | 4–6, 7–6(5), 6–7(3) |
| Marts 2018 | ITF Amiens, France   | $15.000  | Grus (i) | Katarina Zavatska | 1–6, 2–6            |
| Marts 2018 | ITF Gonesse, France  | $15.000  | Grus (i) | Marine Partaud    | 6–2, 6–1            |